# Engenheiro Paulo de Frontin
Engenheiro Paulo de Frontin è un comune del Brasile nello Stato di Rio de Janeiro, parte della mesoregione Metropolitana di Rio de Janeiro e della microregione di Vassouras.